# Sierra de la Cañada
La sierra de la Cañada es una alineación montañosa del Sistema Ibérico con dirección NNO-SSE que hace parte de su rama levantina y de la unidad morfoestructural llamada "Serranías de Gúdar". Se encuentra en la parte oriental de la provincia de Teruel. 
La superficie de la sierra de la Cañada se reparte entre  los términos municipales de Pitarque, Cañada de Benatanduz y Fortanete.

## Hidrografía
La vertiente oeste desagua hacia el río Pitarque, la vertiente nordeste lo hace hacia el río Cañada, y la vertiente sudeste lo hace hacia los barrancos del río de las Truchas.

## Geología
La sierra de la Cañada es un relieve del norte del sinclinal de Fortanete, en el que destaca la presencia de cinglos de calizas cenomanianas.